# Park Narodowy Aketajawe-Lolobata
Park Narodowy Aketajawe-Lolobata (indonez. Taman Nasional Aketajawe-Lolobata) – park narodowy na wyspie Halmahera, największej wyspie w prowincji Moluki Północne w Indonezji. Jego powierzchnia wynosi 167 300 hektarów. Utworzony został 18 października 2004 roku.

## Położenie i geografia
Park Narodowy Aketajawe-Lolobata znajduje się na północnej części wyspy Halmahera w Molukach Północnych. W parku chronione są ekosystemy wilgotnych lasów deszczowych,  lasów górskich, wapiennych wzgórz oraz bagien.

## Fauna
W parku występuje wiele chronionych gatunków ptaków, m.in. kakadu biała, lorysa modrobrzucha, dama gwarliwa, zwisogłówka molucka, śpiewaczka krasnogłowa, aleksandretta wielkodzioba, barwnica zwyczajna, szkarłatka niebieskogrzbieta.